# Língua ovambo
O ovambo (em ovambo, Oshiwambo) é uma língua nigero-congolesa e uma das línguas nacionais de Angola. Pertence à família das línguas bantas, e é também falado por grupos da etnia ovambo no norte da Namíbia.
A depender da classificação, pode ser considerada uma língua com sete dialetos, ou se pode considerar o ovambo um conjunto de línguas da família bantus.
Entre as sete variantes do ovambo, têm destaque o cuanhama (kwanyama) e o xindonga, que são as duas variantes que já têm escrita própria oficial.
São sete as variantes da língua ovambo:
- Oshikwanyama - cuanhama
- Oshindonga - xindonga
- Oshikolonkadhi
- Oshimbalantu
- Oshikwaluudhi
- Oshingangera
- Oshikwambi

As duas primeiras - o cuanhama e o ndonga - estão já normalizadas (têm escrita oficial, etc.), e ensinam-se em algumas escolas. Quem tem como língua materna o ovambo pode entender a pessoas que conversem em qualquer dos sete dialetos.